# Беліна (гміна Уязд)
Беліна (пол. Bielina) — село в Польщі, у гміні Уязд Томашовського повіту Лодзинського воєводства.
Населення — 170 осіб (2011).

## Демографія
Демографічна структура станом на 31 березня 2011 року:
|          | Загалом | Допрацездатний вік | Працездатний вік | Постпрацездатний вік |
| -------- | ------- | ------------------ | ---------------- | -------------------- |
| Чоловіки | 78      | 14                 | 53               | 11                   |
| Жінки    | 92      | 29                 | 48               | 15                   |
| Разом    | 170     | 43                 | 101              | 26                   |